# Station Celle
Station Celle (Celle Personenbahnhof (Pbf)) is een spoorwegstation in de Duitse plaats Celle in de deelstaat Nedersaksen. Het station ligt aan de spoorlijn Lehrte - Cuxhaven en de spoorlijn Hannover - Celle. De spoorlijnen naar Soltau, en Wittingen wordt alleen nog gebruikt door goederentreinen en sporadisch museumtreinen. De lijnen naar Wahnebergen, Braunschweig en Gifhorn Stadt zijn opgebroken. Het station Celle bestaat uit twee delen, namelijk het reizigersstation (Personenbahnhof, Pbf) en het goederenstation (Güterbahnhof, Gbf).
Met de bouw van het station werd in 1843 begonnen. Op 9 oktober 1845 werd de eerste spoorlijn Hannover - Lehrte - Celle geopend. Het trajectdeel tussen Celle en Großburgwedel werd in de jaren '20 aan de oostrand van het bosgebied Wietzenbruch gebouwd. Deze spoorlijn bespaarde voor de in noord-zuidelijke richting rijdende treinen het kopmaken in Hannover. De spoorlijn kreeg snel de bijnaam "Hasenbahn" (Hazenlijn) door de vele hazen rond de lijn. Door de kaarsrechte tracé werd de lijn snel voorbestemd als testtraject voor hogesnelheidstreinen. Hier zijn ook diverse records verbroken, onder andere met de Schienenzeppelin. In 1965 werd de spoorlijn geëlektrificeerd, later werd de baanvaksnelheid verhoogd naar 200 km/h.
Vroeger bestonden er spoorverbindingen van Celle via Schwarmstedt naar Bremen (Allertalbahn) en via Plockhorst naar Braunschweig. Deze lijnen werden in de jaren '70 gesloten en vervolgens opgebroken. In 2004 werd ook de laatste overgebleven zijlijn van Gifhorn naar Celle via Wienhausen, die op een deeltraject nog door goederentreinen gebruikt werd, gesloten en in de stad werd er begonnen met de sloop.
De Osthannoversche Eisenbahnen (OHE) exploiteert nog goederentreinen op diverse zijlijnen in het gebied van Celle, onder andere naar Wittingen, Soltau en Munster. Tevens rijden hier sporadisch museum- en speciale treinen.
Het trajectdeel Lehrte - Celle is een belangrijke goederenverbinding en werd in 1998 ook omgebouwd naar een moderne S-Bahnspoorlijn.
Vanaf 1907 had het station Celle ook een tramverbinding met twee lijnen. Deze twee lijnen werden tussen 1954 en 1956 stilgelegd en afgebroken.

## Indeling
Het station heeft vier perrons met zeven perronsporen (één zijperron en drie eilandperrons). Al deze perrons zijn deels voorzien van een overkapping en hebben diverse wachtruimtes. Alleen de sporen 3, 5 en 6 worden frequent gebruikt voor het halteren. Spoor 3 door de S-Bahn van Hannover naar Hannover, spoor 5 naar Uelzen en verder en spoor 6 naar Hannover en verder. De overige perronsporen worden sporadisch gebruikt. De spoorlijn ligt verhoogd door de stad waardoor er diverse onderdoorgangen onder het station zijn, één biedt toegang tot de perrons. Deze onderdoorgang loopt vanaf het stationsgebouw naar de andere zijde van de sporen. Vanaf deze onderdoorgang zijn er trappen en liften naar de perrons.
Het stationsgebouw heeft diverse faciliteiten, zoals horecagelegenheden en een kiosk. Daarnaast is er een DB Reisezentrum (OV-Servicewinkel) en een afdeling van het Stationswerk.
Aan de oostzijde van de sporen, waar ook het stationsgebouw staat, is er een busstation en een taxistandplaats. Aan beide zijde van de sporen zijn er fietsenstallingen en Parkeer en Reis-terreinen.

## Verbindingen
Op het station stoppen er diverse treinen. Voor het langeafstandsverkeer stoppen er frequent Intercity's en onregelmatig ICE-treinen van DB Fernverkehr op het station. Het regionale verkeer, in vorm van een Regional-Express verbinding, wordt verzorgd door metronom. Tevens is het station eindpunt van de S-Bahnlijnen S6 en S7 van de S-Bahn van Hannover, geëxploiteerd door DB Regio Nord. De volgende treinseries doen het station Celle aan:
| Serie | Treinsoort                  | Route | Bijzonderheden                                                                          |
| ----- | --------------------------- | --- | --------------------------------------------------------------------------------------- |
| IC 26 | Intercity (DB Fernverkehr)  | [ [ Westerland (Sylt) – Husum ] / [ Hamburg-Altona ] – Hamburg Dammtor ] / [ Ostseebad Binz – Stralsund Hbf – Rostock Hbf – Bützow – Bad Kleinen – Schwerin Hbf ] – Hamburg Hbf – Hamburg-Harburg – Lüneburg – Uelzen – Celle – Hannover Hbf – Göttingen – Kassel-Wilhelmshöhe – [ Marburg (Lahn) – Gießen – Frankfurt (Main) Hbf – Darmstadt Hbf – Bensheim – Weinheim (Bergstraße) – Heidelberg Hbf – Bruchsal – Karlsruhe Hbf ] / [ Fulda – Würzburg Hbf – Ansbach – Augsburg Hbf – [ Buchloe – Kempten (Allgäu) Hbf – Immenstadt – Oberstdorf ] / [ München Ost – Rosenheim – [ Prien a Chiemsee – Traunstein – Freilassing – Berchtesgaden ] / [ Kufstein – Innsbruck Hbf ] ] | Enkele treinen vanaf Binz en Westerland, enkele treinen vanaf Kassel richting Augsburg. |
| RE 2  | Regional-Express (metronom) | Uelzen – Eschede – Celle – Hannover Hbf – Nordstemmen – Elze (Han) – Alfeld (Leine) – Kreiensen – Northeim (Han) – Göttingen |                                                                                         |
| S6    | S-Bahn (DB Regio Nord)      | Hannover Hbf – Celle |                                                                                         |
| S7    | S-Bahn (DB Regio Nord)      | Hannover Hbf – Lehrte – Celle |                                                                                         |

Hamburg-Harburg ·
Meckelfeld ·
Maschen · 
Stelle ·
Ashausen ·
Winsen (Luhe) ·
Radbruch ·
Bardowick ·
Bardowick ·
Lüneburg ·
Bienenbüttel ·
Bad Bevensen ·
Emmendorf ·
Uelzen ·
Suderburg ·
Unterlüß ·
Eschede ·
Celle ·
Ehlershausen ·
Otze ·
Burgdorf (Han) ·
Aligse ·
Lehrte ·